# Осцилон
У фізиці осцилон — це солітоноподібне явище, яке виникає в зернистих та інших дисипативних середовищах. Осцилони в зернистих середовищах з'являються у результаті вертикальної вібрації пластини з шаром однорідних частинок, які вільно розміщені на вершині. Коли синусоїдальні коливання мають правильну амплітуду та частоту, а шар достатню товщину, локалізована хвиля може утворюватися шляхом локального збурення частинок. Цю хвилю називають осцилоном. Цей метастабільний стан зберігатиметься тривалий час (протягом багато сотень тисяч коливань) за відсутності подальших збурень. Осцилон змінює форму з кожним зіткненням шару зерен і пластини, перемикаючись між гострою вершиною, яка виступає над шаром зерен, на кратер, схожий на западину з невеликим краєм. Цей самодостатній стан назвали за аналогією з солітоном, який є локалізованою хвилею, що зберігає свою цілісність під час руху. У той час як солітони виникають як мобільні хвилі в рідині або як електромагнітні хвилі у хвилеводі, осцилони можуть бути нерухомими.
Осцилони протилежної фази будуть притягуватися на коротких відстанях і утворювати «зв’язані» пари. Їх називають осцилони однофазного відштовхування. Згідно із спостереженнями осцилони формують «молекулоподібні» структури та довгі ланцюги. Для порівняння солітони не утворюють зв’язаних станів.
Стабільні локалізовані хвилі, що взаємодіють з субгармонічним відгуком, були виявлені та названі осцилонами в Техаському університеті в Остіні. Паризький університет раніше повідомляв про наявність поодиноких спалахів в квазі-двовимірному шарі зерна, але ці перехідні процеси були нестабільними, і не було доказів взаємодії зв’язків або субгармонічного відгуку.
Зараз ідуть активні обговорення причини цього явища; найбільш ймовірний зв'язок пов'язаний з математичною теорією хаосу і може розкрити відомості про спосіб формування візерунків на піску.
Експериментальна процедура подібна до тієї, що використовують для формування фігур Хладні з піску на вібраційній пластині. Дослідники зрозуміли, що ці цифри здебільшого показують режими коливань пластини, і створили експериментальну установку, яка мінімізувала впливи зовнішніх факторів, використовуючи мілкий шар латунних кульок, поміщених у вакуум, та жорстку пластину. Коли вони змушували пластину вібрувати з критичною амплітудою, під час збурення кульки утворювали локалізовану вібраційну структуру, яка залишалася незмінною.
В ході експериментів осцилони також спостирігали в тонких шарах в'язкої рідини і колоїдних суспензій, що параметрично коливаються. Осцилони асоціюють з хвилями Фарадея, оскільки вони вимагають подібних умов резонансу.
В 1989 році виявили, що нелінійні електростатичні коливання на межі плазми також можуть проявлятися у вигляді осцилонів.

## Читайте також
- Кіматика

## Рекомендована література
- Філіп Болл (1999), The Self-Made Tapestry: Pattern Formation in Nature, Oxford University Press.